# Перелік ударів по житловій забудові під час російського вторгнення (січень 2023)
Удари по житловій забудові України під час російсько-української війни — воєнний злочин, скоєний російськими військовими під час повномасштабного військового вторгнення в Україну.
У переліку подано інформацію про удари по житловій та громадській забудові яка була опублікована у відкритих джерелах. Подано інформацію про атаки протягом січня 2023 року.

## Загальна інформація
Згідно моніторингової місії ООН з прав людини в Україні відомо про 205 загиблих цивільних українців протягом січня 2023 року.

### Руйнування населених пунктів прилеглих до лінії зіткнення
У населених пунктах які знаходяться біля лінії бойового зіткнення, постійно відбуваються обстріли житлової та іншої цивільної забудови (у тому числі медичних установ, навчальних закладів, комерційної забудови). Впродовж січня 2023 року, обстріли відбувалися вздовж прикордонних громад Чернігівщини, Сумщини, та Харківщини, а також громад Запорізької, Дніпропетровської, Херсонської та Миколаївської областей із використанням ракет, безпілотників, мінометів, артилерії, реактивних систем залпового вогню, вогнем бронетехніки та стрілецької зброї.
Вздовж державного кордону:
- У Чернігівській області — Корюківська, Новгород-Сіверська, Семенівська, Сновська громади.
- У Сумській області — Білопільська, Великописарівська, Глухівська, Краснопільська, Миропільська, Новослобідська, Путивльська, Хотінська, Юнаківська громади.
- У Харківській області — Вільхуватська, Вовчанська, Дворічанська, Дергачівська, Золочівська, Липецька громади

Між тимчасово окупованою територією:
- У Харківській області — Борівська, Дворічанська, Ізюмська, Кіндрашівська, Куп'янська, Курилівська, Оскільська, Петропавлівська громади
- У Луганській області — Красноріченська, Лисичанська громади
- У Донецькій області — Званівська, Сіверська громади
- У Запорізькій області —
- У Херсонській області —
- У Миколаївській області —

## Перелік
Червоним кольором позначені атаки у яких відомо про загибель людей.
| дата і місце                                     | дата і місце                      | тип зброї     | подробиці атаки, жертви (загиблі/поранені)                             | подробиці атаки, жертви (загиблі/поранені) |
| ------------------------------------------------ | --------------------------------- | ------------- | ---------------------------------------------------------------------- | ------------------------------------------ |
| 01/01                                            | Донецька обл., Миколаївка         | С-300         | цивільна інфраструктура                                                | —                                          |
| 02/01                                            | Київ                              | Shahed 136    | пошкодження житлових будинків та об'єктів інфраструктури уламками БпЛА | 0/1                                        |
| 02/01                                            | Донецька обл., Яковлівка          | ракетний удар | цивільна інфраструктура                                                | —                                          |
| 03/01                                            | Донецька обл., Краматорськ        | ракетний удар | цивільна інфраструктура                                                | 0/1                                        |
| 04/01                                            | Запоріжжя                         | С-300         | цивільна інфраструктура                                                | 0/1                                        |
| 07/01                                            | Запоріжжя                         | С-300         | цивільна інфраструктура                                                | —                                          |
| 08/01                                            | Донецька обл., Краматорськ        | ракетний удар | цивільна інфраструктура                                                | —                                          |
| 09/01                                            | Донецька обл., Краматорськ        | ракетний удар | цивільна інфраструктура                                                | 2/0                                        |
| 09/01                                            | Харківська обл., Шевченкове       | С-300         | ракетний удар по ринку                                                 | 2/5                                        |
| 09/01                                            | Донецька обл., Костянтинівка      | ракетний удар | промислова та цивільна інфраструктура                                  | —                                          |
| 10/01                                            | Херсон                            | С-300         | цивільна інфраструктура                                                | —                                          |
| 12/01                                            | Запоріжжя                         | С-300         | цивільна інфраструктура                                                | —                                          |
| Масований ракетний обстріл України 14 січня 2023 |                                   |               |                                                                        |                                            |
| 14/01                                            | Дніпро                            | Х-22          | ракетний удар по житловому будинку в Дніпрі                            | 46/75                                      |
| 14/01                                            | Дніпропетровська обл., Кривий Ріг | ракетний удар | цивільна інфраструктура                                                | 1/1                                        |
| 14/01                                            | Київ                              | С-400         | енергетична та цивільна інфраструктура                                 | —                                          |
| 14/01                                            | Київська обл.                     | ракетний удар | енергетична та цивільна інфраструктура                                 | —                                          |
|                                                  |                                   |               |                                                                        |                                            |
| 15/01                                            | Херсонська обл., Каховка          | РСЗВ          | житлові будинки, влучання у подвір'я школи номер 5.                    | 1/4                                        |
| 16/01                                            | Херсонська обл., Каховка          | ракетний удар | житловий квартал                                                       | 2/3                                        |
| 16/01                                            | Запоріжжя                         | С-300         | цивільна інфраструктура                                                | 0/5                                        |
| 17/01                                            | Херсонська обл., Каховка          | артобстріл    | житловий будинок                                                       | 2/1                                        |
| 20/01                                            | Донецька обл., Краматорськ        | С-300         | цивільна інфраструктура                                                | —                                          |
| 21/01                                            | Херсонська обл., Каховка          | —             | обстріл приватних житлових будинків                                    | 1+/2                                       |
| 22/01                                            | Харківська обл., Пісочин          | С-300         | цивільна інфраструктура                                                | —                                          |
| 22/01                                            | Запорізька обл.                   | С-300         | цивільна інфраструктура                                                | —                                          |
| 22/01                                            | Херсонська обл., Нова Каховка     | —             | житловий будинок                                                       | —                                          |
| 22/01                                            | Херсонська обл., Олешки           | артобстріл    | влучання у приміщення школи та житлових будинків                       | —                                          |
| 23/01                                            | Донецька обл., Краматорськ        | ракетний удар | цивільна інфраструктура                                                | —                                          |
| 23/01                                            | Херсонська обл., Каховка          | артобстріл    | житлові будинки                                                        | —                                          |
| 23/01                                            | Херсонська обл., Нова Каховка     | артобстріл    | житлові будинки                                                        | —                                          |
| Масований ракетний обстріл України 26 січня 2023 |                                   |               |                                                                        |                                            |
| 26/01                                            | Київ                              | Shahed 136    | пошкоджено 5 житлових будинків, 7 об'єктів та споруд, авто             | —                                          |
|                                                  |                                   |               |                                                                        |                                            |
| 27/01                                            | Харківська обл., Купʼянськ        | С-300         | цивільна інфраструктура                                                | —                                          |
| 28/01                                            | Донецька обл., Костянтинівка      | ракетний удар | цивільна інфраструктура                                                | 3/14                                       |
| 29/01                                            | Харків                            | С-300         | житловий будинок                                                       | 1/3                                        |
| 30/01                                            | Херсонська обл., Каховка          | ракетний удар | влучання у приміщення гімназії                                         | —                                          |